# HD 170200
HD 170200，又名BD+06 3790，SAO 123516、HR 6928，是一颗恒星，视星等为5.73，位于銀經35.81，銀緯8.03，其B1900.0坐标为赤經18h 23m 5.7s，赤緯+6° 8.03′ 58″。